# Lasseubetat
Lasseubetat település Franciaországban, Pyrénées-Atlantiques megyében. Lakosainak száma 195 fő (2022. január 1.). Lasseubetat Buziet, Gan, Lasseube, Ogeu-les-Bains és Buzy községekkel határos.

## Népesség
A település népességének változása:
| Lakosok száma | 199  | 204  | 210  | 207  | 208  | 208  | 209  | 202  | 195  |
|               | 2013 | 2015 | 2016 | 2017 | 2018 | 2019 | 2020 | 2021 | 2022 |